# Ambicodamus leei
Ambicodamus leei är en spindelart som beskrevs av Harvey 1995. Ambicodamus leei ingår i släktet Ambicodamus och familjen Nicodamidae.
Artens utbredningsområde är Sydaustralien. Inga underarter finns listade i Catalogue of Life.